# New Berlin (Wisconsin)
New Berlin ist eine Stadt im Waukesha County, Wisconsin, USA. Das U.S. Census Bureau ermittelte bei der Volkszählung 2020 eine Einwohnerzahl von 40.451.
New Berlin ist Bestandteil der Metropolregion Milwaukee und die drittgrößte Gemeinde im Waukesha County nach den Städten Waukesha und Brookfield.
An der östlichen Grenze des County liegt New Berlin zwischen Madison and Milwaukee. Der Interstate Highway 94 führt direkt nördlich an der Gemeinde vorbei, der Interstate Highway 43 führt durch das Stadtgebiet.
Das Money Magazine führte New Berlin 2009 auf Platz 34 seiner Top 100 der lebenswertesten Kleinstädte der Vereinigten Staaten.

## Verwaltung
Jack F. Chiovatero führt derzeit seine zweite Amtszeit als Bürgermeister von New Berlin. Er nahm seine erste Amtszeit am 19. April 2005 auf und wurde später für eine zweite Amtszeit am 21. April 2009 gewählt. Vor seinem Amt als Bürgermeister war Chiovatero sechs Jahre Gemeinderat / Beigeordneter (Alderman) für New Berlin´s District 6 .
Die Bürger von New Berlin wählen den siebenköpfigen Gemeinderat (jeweils eine Person aus den 7 Distrikten) auf 3 Jahre, den Bürgermeister auf 4 Jahre. Der Gemeinderat (Distrikt - Abgeordnete & Bürgermeister) tagt stets am zweiten und vierten Dienstag des Monats.

## Geschichte
Die ersten Siedler, Sidney Evans und P.G. Harrington, kamen in den nordöstlichen Teil der heutigen City of New Berlin 1836. Das Gebiet kam 1838 zum ersten Mal als Teil der Stadt Muskego unter Kommunalverwaltung. 1839 wurde das heutige New Berlin wieder von Muskego getrennt und bekam den Namen Town of Mentor.
Am 13. Januar 1840 wurde aus Town of Mentor New Berlin. Es wurde von Sidney Evans zu Ehren seiner Heimatstadt New Berlin im Staat New York benannt. Die Stadt blieb bis in die 1940er Jahre sehr ländlich geprägt, als die Landflucht aus Milwaukee in die westlichen Vororte begann. Zwischen 1850 und 1950 wuchs New Berlin von 1.293 auf 5.334 Einwohner. Zehn Jahre später, im Jahre 1960 hatte sich die Bevölkerung fast auf 15.788 verdreifacht. Durch Eingemeindungen wurde 1959 aus der Town of New Berlin die City of New Berlin.

### Entwicklung, Infrastruktur
Großes Wachstum die 1960er und 1970er Jahre hindurch waren vor allem Folge des Baues des New Berlin Industrial Park, welcher 1964 begann. Dieses Industriegebiet ist eine wichtige wirtschaftlich bedeutende Ressource für die Stadt New Berlin und die Region Waukesha. Die Anlage besteht aus drei separaten Business-Parks und umfasst 1.126 acre (4,6 km2). Die Gewerbegebiete heißen Moorland Road Industrial Park, New Berlin Industrialpark und MSI / Lincoln Avenue Industrial Park.
Um der wachsende Zahl der Pendler aus dem Umland und dem dadurch gestiegenen Verkehr gerecht zu werden, wurde die I-43 Anschlussstelle Moorland Road umgebaut. An der Autobahnanschlussstelle entstand ein in Nordamerika eher selten zu findender Kreisverkehr, noch dazu zweispurig.
Dies sorgte bereits im Vorfeld für Kontroversen und zu Beginn ereigneten sich an der Kreuzung tatsächlich mehr statt weniger Unfälle.

## Demografie
Nach der Volkszählung 2000 betrug die Einwohnerzahl 38.220. Es gab 14.495 Haushalte mit 11.045 Familien in der Stadt. Die Siedlungsdichte betrug 1.037 / Quadratmeile (401/km²). Es gab 14.921 Wohneinheiten mit einer durchschnittlichen Dichte von 405/sq mi (156/km²). Die ethnische Herkunft in der Stadt waren 95,84 % Weiße, 2,31 % Asiaten, 0,44 % Afroamerikaner, 0,21 % amerikanische Ureinwohner, 0,02 % Pazifik-Insulaner, 0,45 % übrige und 0,72 % von zwei oder mehreren Rassen. Hispanics / Latinos jeglicher Rasse waren 1,56 % der Bevölkerung.
Von den 14.495 Haushalten hatten 34,0 % bei ihnen lebende Kinder unter 18 Jahren, 68,0 % waren verheiratete Paare, 5,7 % alleinerziehende Mütter und 23,8 % andere Lebensgemeinschaften (unverheiratete Paare etc.). 19 % waren Singlehaushalte und 7,0 % allein lebende über 65-Jährige. Durchschnittliche Haushaltsgröße war 2,62 Personen und die durchschnittliche Familiengröße 3,03 Personen.
Altersverteilung war 24,8 % unter 18, 6,4 % 18 – 24, 29,0 % 25 – 44, 27,1 % 45 – 64, und 12,7 % 65 Jahre und älter. Durchschnittsalter war 40. Auf 100 Frauen kamen 96,6 Männer.
Das durchschnittliche Haushaltseinkommen betrug $ 67.576, das durchschnittliche Familieneinkommen $ 75.565. Männer verdienten im Schnitt $ 50.405 gegenüber $ 33.720 bei den Frauen. Statistisches Pro-Kopf-Einkommen: $ 29.789. 1,3 % der Familien und 2,0 % der Gesamtbevölkerung lebten unterhalb der Armutsgrenze, einschließlich 2,4 % der unter 18-Jährigen und 3,1 % der über 65-Jährigen.

## Bildung
Schulen im New Berlin School District sind:
- New Berlin Eisenhower Middle and High School
- New Berlin West Middle and High School
- Ronald Reagan Elementary
- Poplar Creek Elementary
- Glen Park Elementary
- Orchard Lane Elementary
- Elmwood Elementary

Dazu gibt es noch die privaten Grundschulen:
- Star of Bethlehem Lutheran School
- Holy Apostles Elementary School

## Freizeit
New Berlin unterhält 26 Grünflächen mit insgesamt 855 acres (3,5 km²), davon sind 372 acres (1,5 km²) Parks, 107 acres (0,4 km²) sind Landschaftsschutzgebiet, 187 acres (0,8 km²) hat der New Berlin Hills Golf Course, 199 acres (0,8 km²) sind in unterschiedlichen Entwicklungsphasen. Die bedeutendsten Anlagen sind der Malone Park nahe dem Rathaus und der Valley View Park im Südosten der Stadt.

## Wirtschaft
New Berlin liegt direkt an der I-43. Dieser Standardortfaktor begünstigt die Ansiedlung verschiedener Unternehmen. Seit 1. Juni 2023 hat die Firma Halder, Inc. (Vertriebspartner der Erwin Halder KG) ihren Firmensitz von Waukesha nach New Berlin verlagert.

## Geologische Besonderheit
Durch die Gemarkung der Stadt verläuft die Subcontinental Divide, eine Wasserscheide in Wisconsin. Östlich dieser entwässern alle Bäche und Flüsse über den Lake Michigan
und den Sankt-Lorenz-Strom letztlich in den Atlantik, westlich dieser Linie der höchsten Erhebungen der Region nach Westen in den Mississippi und somit letztlich in den Golf von Mexiko